# (32161) 2000 MR3
2000 MR3 (asteroide 32161) é um asteroide da cintura principal. Possui uma excentricidade de 0.12276640 e uma inclinação de 8.09405º.
Este asteroide foi descoberto no dia 24 de junho de 2000 por LINEAR em Socorro.